# Josep Pujol i Ferrusola
Josep Pujol i Ferrusola (Barcelona, 1963) és un consultor català, conegut per ser el fill de Jordi Pujol i Marta Ferrusola, i germà d'Oriol Pujol i Ferrusola. Estudià empresarials a l'Escola Superior d'Administració i Direcció d'Empreses i a la Universitat de Nova York. És membre del patronat de la Fundació Enciclopèdia Catalana. Segons New Yorker, el 1999 estudià a Panamà possibles inversions immobiliàries amb l'empresari hispanoamericà John Rosillo, llavors en llibertat sota fiança i esperant la sentència d'un cas de frau fiscal immobiliari. Soci de la consultora Europraxis, a principis del segle XXI es va veure presumptament implicat en el cas Turisme. Segons es publicà, Josep Pujol i la resta de socis de la companyia vengueren Europraxis a Indra per 44 milions d'euros i, llavors, aquesta rebé contractes de la Generalitat de Catalunya per valor de 60 milions d'euros. Uns contractes als que a Catalunya optaven un màxim d'entre 3 i 5 integradors de sistemes. Un informe de la Sindicatura de Comptes de Catalunya encarregat pel Parlament de Catalunya el 2002, afirmava que Europraxis realitzava fraccionaments de contractes per eludir l'obligada publicitat; factures amb data anterior a la mateixa autorització de la despesa, i impedia consultar contractes a causa de la seva destrucció sense que hagués transcorregut el termini legal per fer-ho. Josep Pujol afirmà que res impedeix a familiars de càrrecs públics presentar-se a concursos públics. Europraxis actualment és propietat d'Indra, i ofereix serveis de consultoria estratègica i d'operacions en diversos països.